# Dedham (Essex)
Pour les articles homonymes, voir Dedham.
Dedham est un village situé dans l’arrondissement de Colchester dans l'Essex-Nord, en Angleterre.

## Géographie
Le village de Dedham, arrosé par la rivière Stour, est à la frontière de l'Essex et du Suffolk. La ville la plus proche est Manningtree, une petite ville de marché.

## Personnalités liées à Dedham
- John Constable (1776-1837), peintre paysagiste. Dedham est au centre de la région où cet artiste a vécu et peint
- William Tecumseh Sherman, militaire, homme d'affaires, enseignant et écrivain américain. Dedham est sa terre ancestrale.
- Osborne Reynolds, pionnier de la propulsion par hélice, y passa son enfance.
- William Haggar (1851-1925), réalisateur, pionnier du cinéma.

## Les Tableaux de Constable
- Vallée de Dedham, vers 1802, huile sur toile, 43 × 34 cm, Victoria and Albert Museum, Londres[1]
- Un berger dans un paysage regardant
au-dessus de la vallée de Dedham vers Langham, 1811, huile sur papier marouflé sur toile, 15 × 29 cm, Centre d'art britannique de Yale, New Haven[2]
- Dedham vu de Langham, vers 1813, Huile sur toile, 137 × 190 cm, Tate Britain, Londres[3]
- La Vallée de la Stour et l'église de Dedham, vers 1815, huile sur toile, 56 × 78 cm, Musée des Beaux-Arts de Boston[4]
- L'Écluse de Dedham, vers 1820, huile sur papier marouflé sur bois, 165 × 254 cm, Tate Britain, Londres[5]]
- Écluse et moulin de Dedham, vers 1821, huile sur toile, 18 × 25 cm, Victoria and Albert Museum, Londres[6]
- Vue sur la Stour près de Dedham, croquis grandeur nature, 1821-1822, huile sur toile, 129 × 185 cm, Collection privée, Vente Christie's 2016[7]
- Vue sur la Stour près de Dedham, 1822, huile sur toile, 129 × 188 cm, Huntington Museum of Art[8]
- La Vallée de Dedham, 1828, huile sur toile, 144 × 122 cm, Galerie nationale d'Écosse[9]

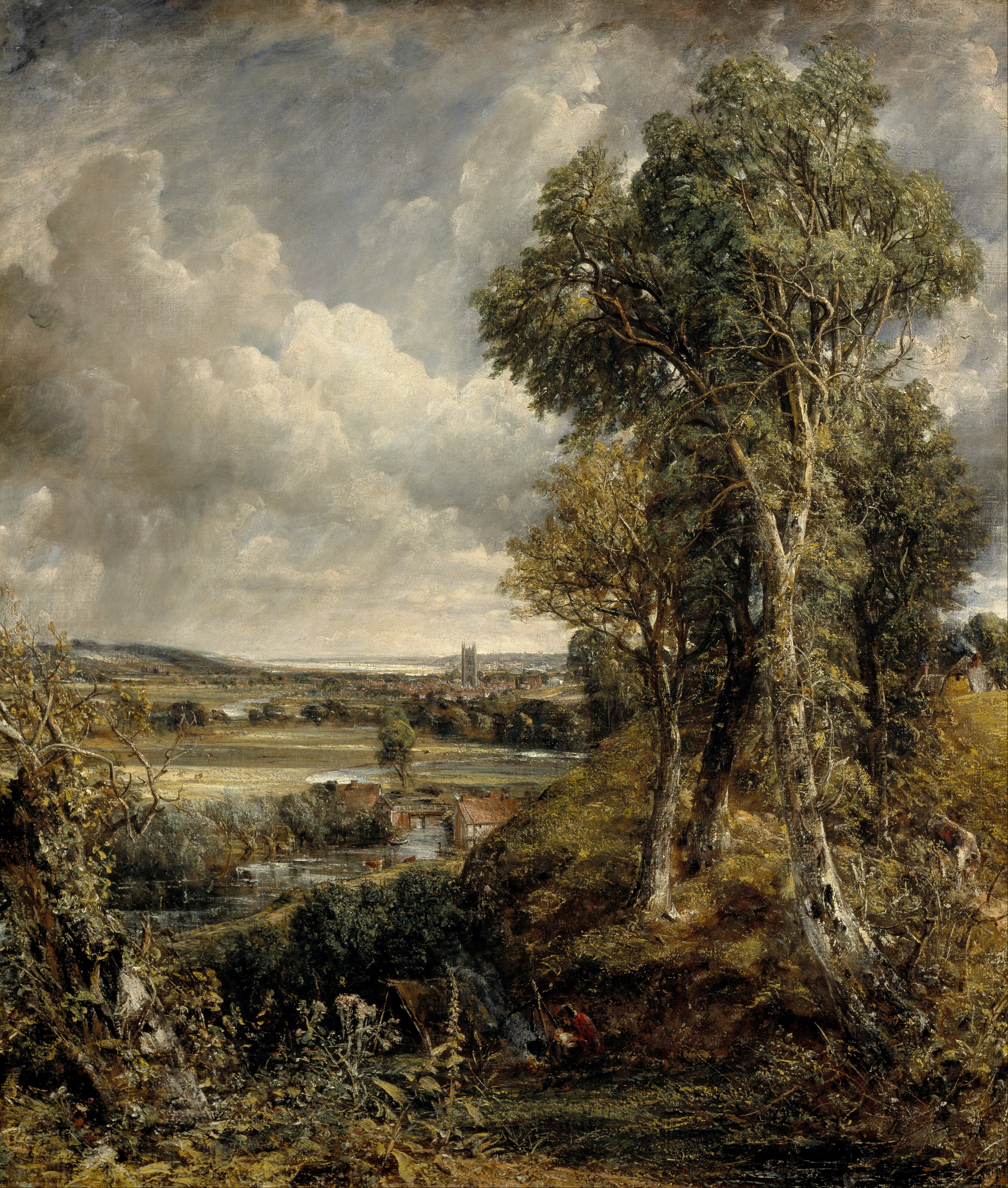
Vallée de Dedham, vers 1802 Victoria and Albert Museum
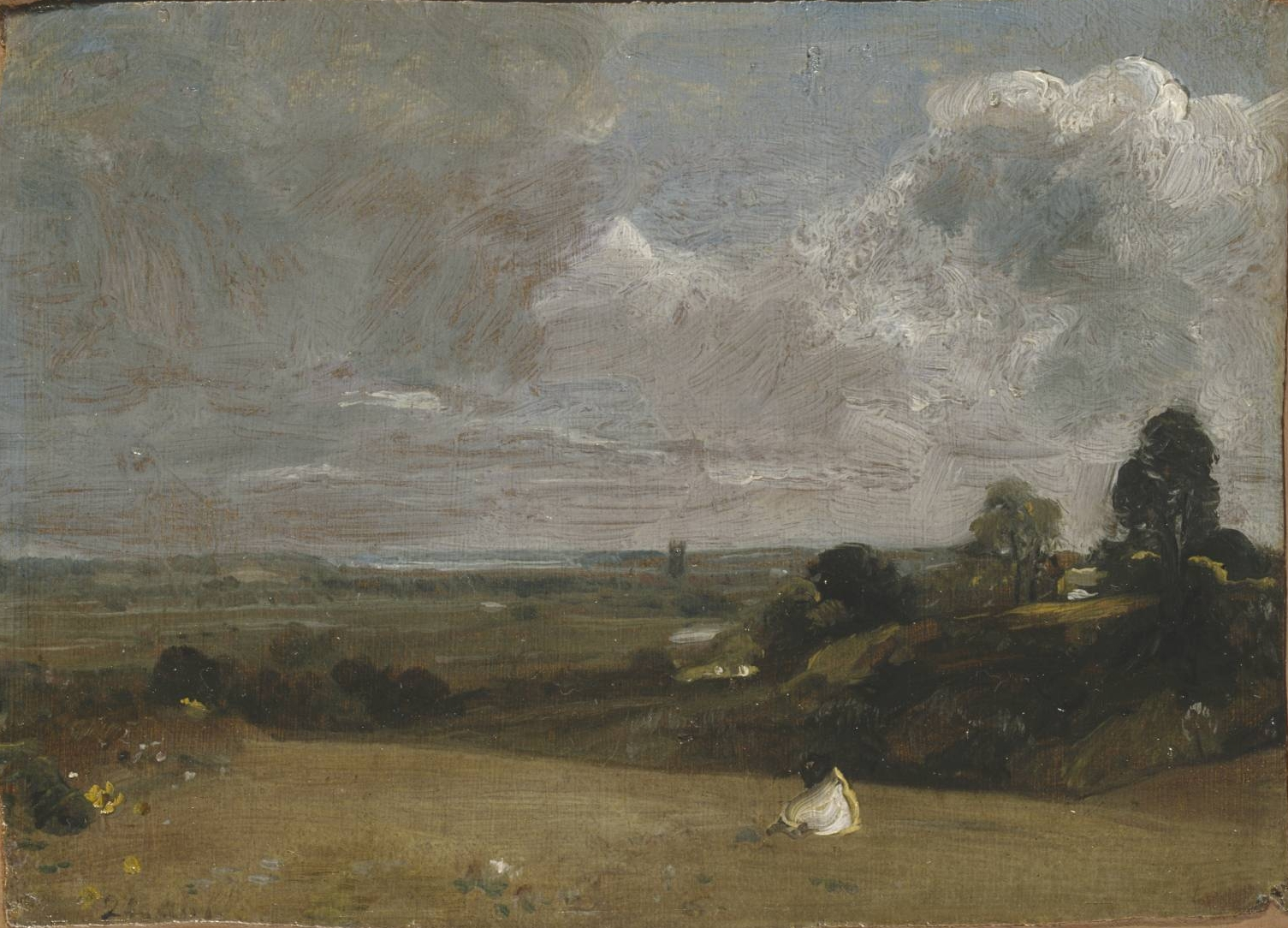
Dedham vu de Langham, vers 1813 Tate Britain
Écluse et moulin de Dedham, vers 1821, huile sur toile, 18 × 25 cm, Victoria and Albert Museum
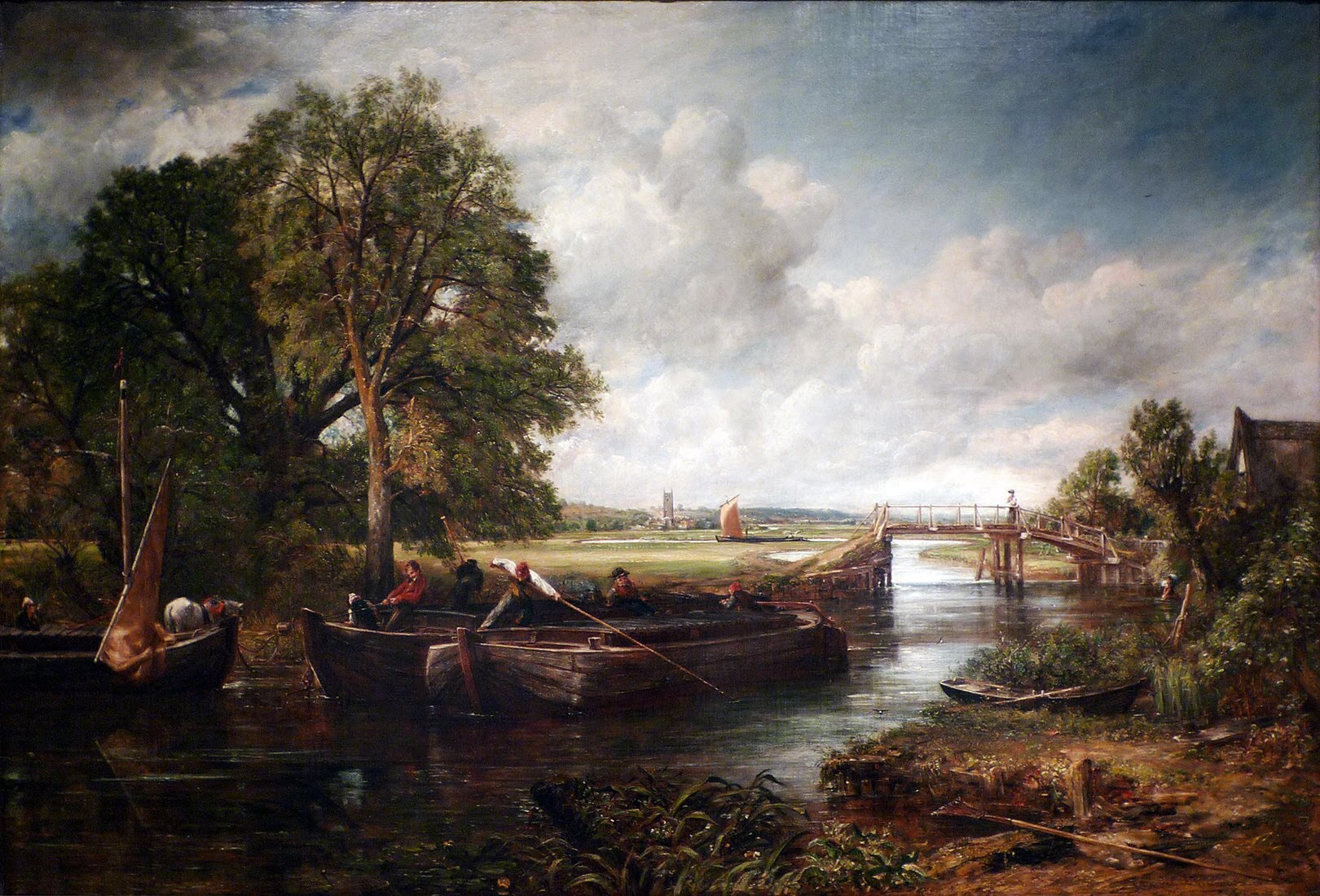
Vue sur la Stour près de Dedham Huntington Museum of Art